# Excelsior (Delft)
C.K.V. Excelsior (CKV staat voor Christelijke Korfbal Vereniging) is een Nederlandse korfbalvereniging uit Delft.
In 2017 werd een andere Delftse club, D.K.C. ingelijfd in Excelsior. 

## Geschiedenis

### Eigen geschiedenis
C.K.V. Excelsior werd in 1920 opgericht en speelde tot 1970 bij de Christelijke Korfbal Bond in de hoogste afdeling. De C.K.B. ging in 1971 over in het Koninklijk Nederlands Korfbalverbond. 
In 1974 nam het Excelsior juniorenteam deel aan het Nederlands kampioenschap voor junioren en behaalde daar een 2de plaats. 
Het hoogste pupillenteam nam in het seizoen 1990 / 1991 deel aan het pupillenkampioenschap van Nederland in de zaal. De Excelsior-pupillen verloren de finale met 4-1. Op het veld ging het beter. Ook in het veld haalden de Excelsior-pupillen dat jaar de finale, die werd gewonnen. 
In het seizoen 1992 / 1993 nam het Excelsior juniorenteam deel aan het Nederlands kampioenschap en verloor uiteindelijk in de finale. In het seizoen 1995 / 1996 werd het juniorenteam Nederlands kampioen, en ontving het team de sportprijs van de Gemeente Delf.
In de seizoenen 2001/2002 en 2006/2006 wist het eerste team kampioen te worden op het veld in de overgangsklasse en promoveerde het naar de landelijke Hoofdklasse.
In het seizoen 2004/2005 nam het hoogste pupillenteam deel aan zowel het NK veld als NK zaal. In de zaal werden zij tweede van Nederland en op het veld derde. Op het veld werd in het seizoen 2004/2005 deelgenomen door het aspiranten C1 team aan het afdelingskampioenschap voor C-aspiranten. De C1 wist het goud te bemachtigen. 
Excelsior leden worden regelmatig geselecteerd voor diverse Nederlandse- en Districtsselectieteams.

### Geschiedenis D.K.C.
D.K.C. (Delftse Korfbal Club) werd voor het eerst opgericht op 6 juli 1907. Het was de eerste korfbalclub in Delft en hierdoor werd de club in de lokale kranten ook wel "Delft" genoemd. In oktober 1913 veranderde de club officieel zijn clubnaam dan ook naar Delft. De club speelde zijn wedstrijden naast de kogelgieterij aan de Buitenwatersloot. 
In 1916 werd de club opgeheven en in 1920 ging de club weer verder onder de originele naam D.K.C.
In de jaren '50 besloten een aantal DKC leden zich af te splitsen van de club, vanwege onenigheid over het sportbeleid. Deze leden begonnen een nieuwe club in 1957 wat Fortuna werd. 
DKC kreeg moeite met de terugloop van het aantal leden en wilde hun spelers onderbrengen bij een andere Delftse club. In 2017 koos DKC ervoor om zich bij Excelsior te mengen, mede omdat de twee clubs dichtbij elkaar gelegen waren. DKC werd officieel op 30 juni 2017 opgeheven.

## SVE
Excelsior beschikt over een trouwe schare supporters, die heel het land door reizen om hun club te steunen. Dit geldt voor zowel het eerste team als bij jeugdteams, wanneer deze bijvoorbeeld een Nederlands Kampioenschap spelen. Deze supporters acteren onder de naam 'SVE' (Supporters Vereniging Excelsior), en worden gevreesd door tegenstanders en staan bij andere verenigingen ook wel bekend als de 'SVE Ultras'.